# Haczów

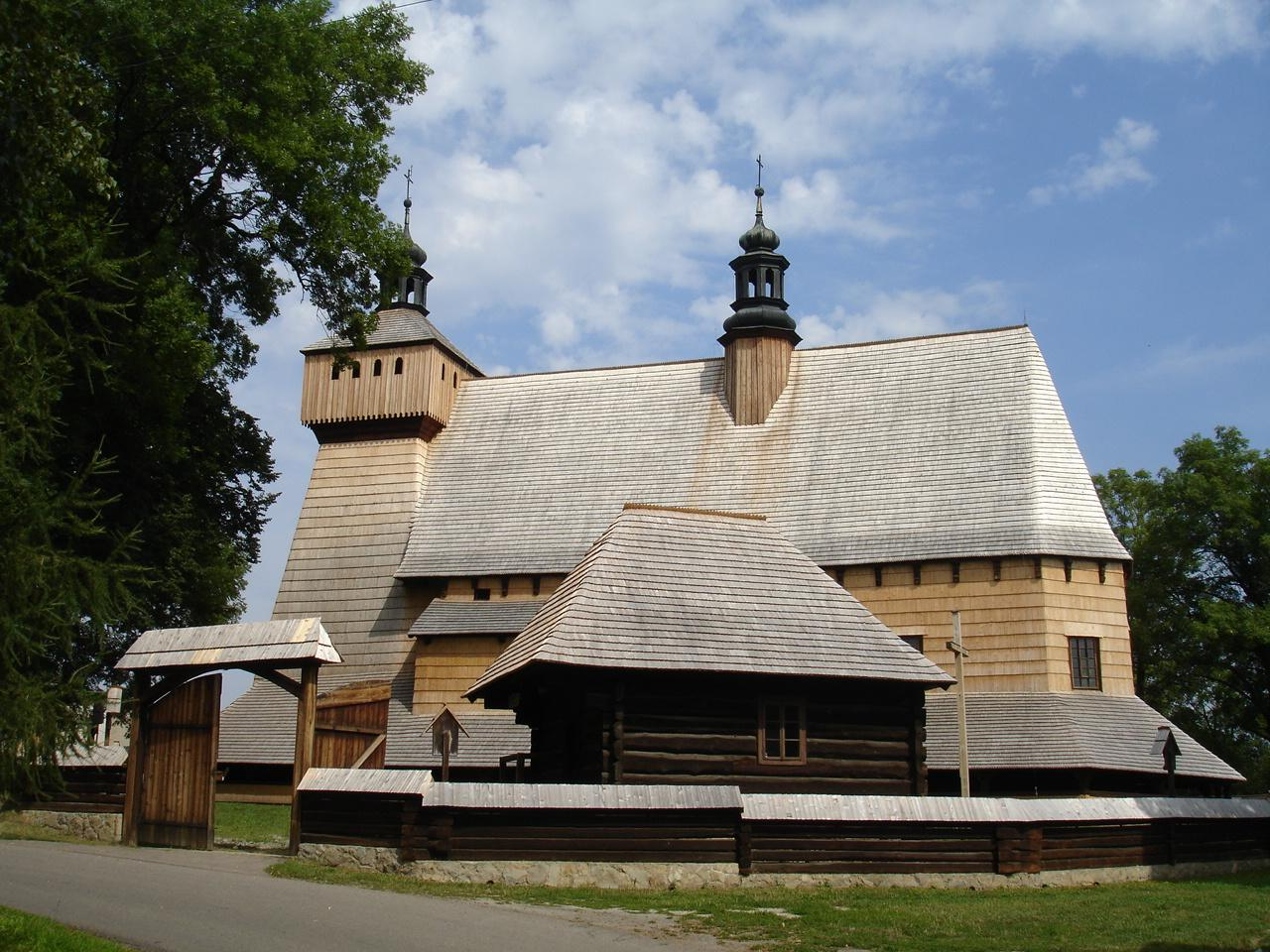
Spätgotische Holzkirche (14. Jh.)

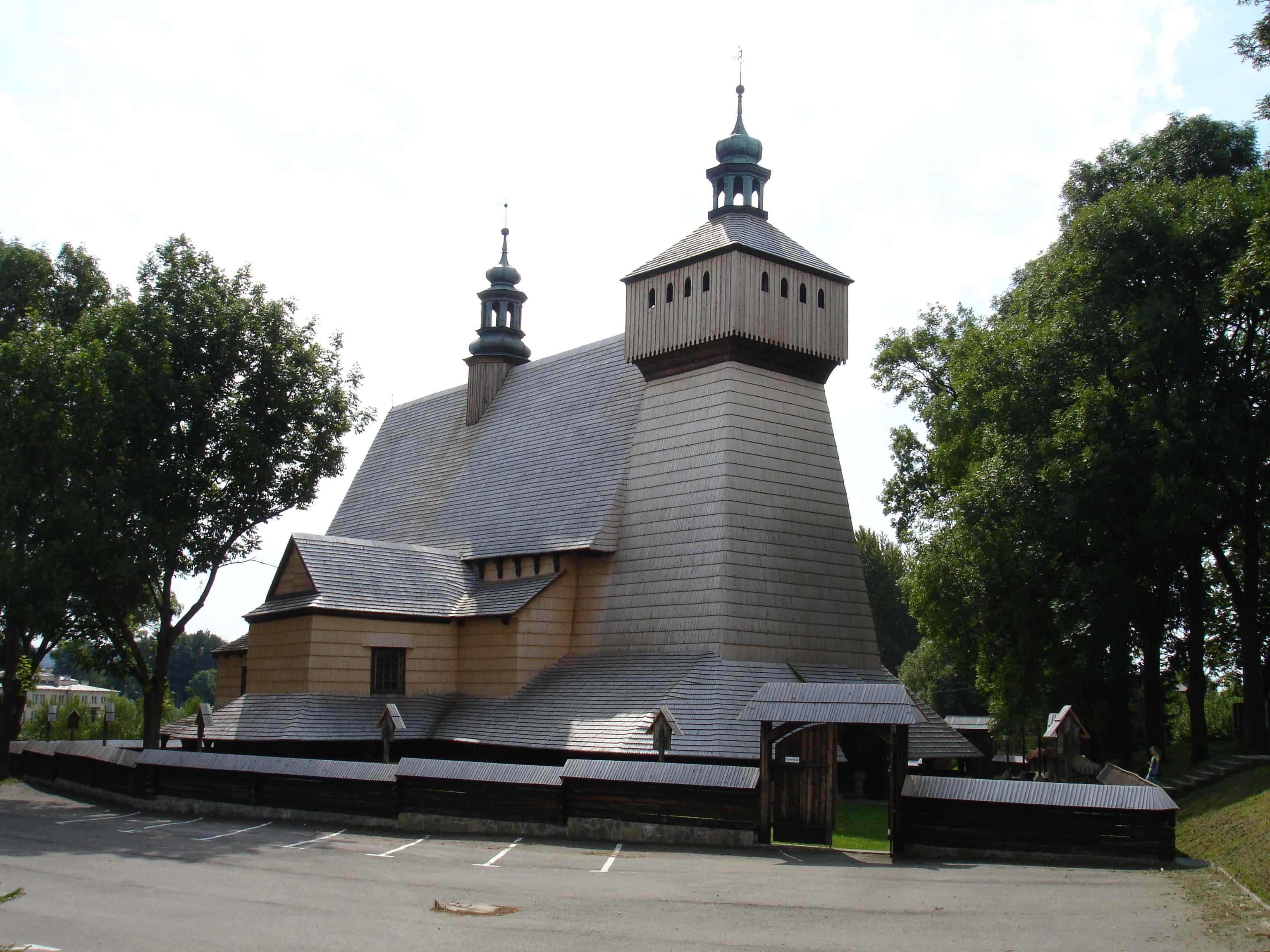
Spätgotische Holzkirche

Haczów ist ein Dorf im Südosten Polens am Wisłok im Karpatenvorland, 17 km südöstlich von Krosno. Es ist Sitz der Landgemeinde Haczów im Powiat Brzozowski der Woiwodschaft Karpatenvorland.

## Geschichte
Im Jahr 1344 nahm der König Kasimir III. der Große († 1370) den westlichen Rand Rotrutheniens um Krosno ein. Vor seinem Tod stellte der König den Gründungsprivileg des Dorfs, das im Jahr 1388 als Hoczow erstmals urkundlich erwähnt wurde. Außerdem wurde der örtliche Bach Morbach (jetzt Morawa bzw. Tabor) erwähnt, was auf deutschstämmige Siedler deutete. Erst andere Quellen aus dem 19. Jahrhundert sprechen zweifelhaft über Villa, colonia teutonica. Hatshof, vel Hanshoff, das der ursprüngliche Name des Dorfs wäre. Später wurde das Dorf als Oczow, Hoczow (1419), Hoczaw (1423), Hoczowo (1424), Hoczczw (1432), Hotczow (1433), Hocze (1440) sowie Haczow 1481 erwähnt.
Der früher sehr hohe deutsche Anteil der Bevölkerung wird besonders in den Kirchenbüchern deutlich, z. B. in den Jahren 1432–1440 oder 1523.
Sie gehörte seit dem Sanoker Land an, Woiwodschaft Ruthenien. Wie aus alten Kirchenbüchern hervorgeht, konnte sich die deutsche Sprache wahrscheinlich bis 1604 in der Bevölkerung erhalten. 1624 wurde Haczów von den Tataren verwüstet. Von 1772 bis 1914 war Haczów Teil des Kreises und Steuerbezirks Sanok in der österreichischen Provinz Galizien. Mit der Wiedererrichtung des polnischen Staates 1918 und dem Anschluss Galiziens wurde die Stadt Teil der Woiwodschaft Lwów im Powiat Brzozowski.
Während der deutschen Besetzung Polens 1939–1945 wurde dort eine Germanisierungsaktion namens „Hatschower“ eingesetzt, nach denen die Bewohner als deutscher Herkunft zu betrachten seien, was aber an Widerständen der Betroffenen scheiterte.

## Gemeinde
Der Landgemeinde Haczów mit mehr als 9000 Einwohnern gehören sechs weitere Dörfer an.

## Sehenswürdigkeiten
- Die spätgotische Marienkirche, eine Holzkirche (14. Jh.), zählt seit 2003 mit anderen Holzkirchen in Südpolen zum Weltkulturerbe der UNESCO.

## Söhne und Töchter des Ortes
- Janusz Gołda (* 1948), Schriftsteller
- Edward Rymar (* 1936), Historiker
- Jan Stapiński (1867–1946), Journalist und Politiker